# Miss Estudiantine Bénin
Miss estudiantine Bénin est un concours annuel de beauté féminine organisé dans les universités au Bénin dont la première édition se tient en 2006.

## Historique
Émeric Joël Allagbé initie en 2006 le concours Miss estudiantine dont l'objectif est de valoriser les étudiantes. Il connait de sa création à 2022, 15 éditions successives.  
L'édition 2022 qui eut lieu sous l'appui du président de l’Assemblée nationale, Louis Vlavonou et des députés Gérard Gbénonchi et Ahouanvoébla, est remportée par Sebio Clary Jéovis étudiante en première année de management des projets à ISM Adonaï. 
Chacun des douze départements du pays est représenté. 

## Saisons successives
- 2016 : Organisée dans la nuit du 14 au 15 mai 2016 à l’issue de la compétition au CNCB à Cotonou est gagnée par Mahessaa Yorou étudiante de la Haute École de Commerce et de Management (HECM).
- 2017 : Gisèle Tchezoun, Miss Estudiantine Bénin 2017[6].
- 2018 : La onzième édition organisée dans la nuit du samedi 31 mars au dimanche 1er avril 2008 à Cotonou est remportée par Farhath Toukourou étudiante à Esae-Bénin[7].
- 2019 : La douzième édition organisée dans la nuit du samedi 11 au dimanche 12 mai à Cotonou est remportée par Sephora Laine[8].
- 2021 : La quatorzième édition organisée le samedi 03 avril 2021 à la salle de spectacle du Fitheb, est remportée par Hermione Hounkponou étudiante à l’Esae Cotonou[9],[10].
- 2022 : La quinzième édition organisée le 16 avril 2022 au Majestic de Cotonou, est remportée Sebio Clary Jéovis étudiante en première année de management des projets à ISM Adonaï[2].